# Marianne Philips
Marianne Philips (Amsterdam, 18 maart 1886 - Naarden, 13 mei 1951) was een Nederlands auteur.

## Levensloop
Philips was een fervent SDAP-lid en -propagandist. Als een van de eerste vrouwen werd zij verkozen tot gemeenteraadslid voor de SDAP, in Bussum in 1919. Zowel zij als haar man Sam Goudeket was van Joodse afkomst. Nadat zij in de Tweede Wereldoorlog een oproep hadden ontvangen om zich te melden bij concentratiekamp Vught, doken zij onder: eerst in Amsterdam. Daarna verbleef haar man twee jaar in Amersfoort. Zij zat op minstens tien adressen ondergedoken, voornamelijk in Wassenaar en Voorburg.
Met haar echtgenoot kreeg Philips drie kinderen. Tweede Kamerlid en museumconservator Judith Belinfante en musicus Joost Belinfante waren haar kleinkinderen. 

## Werk

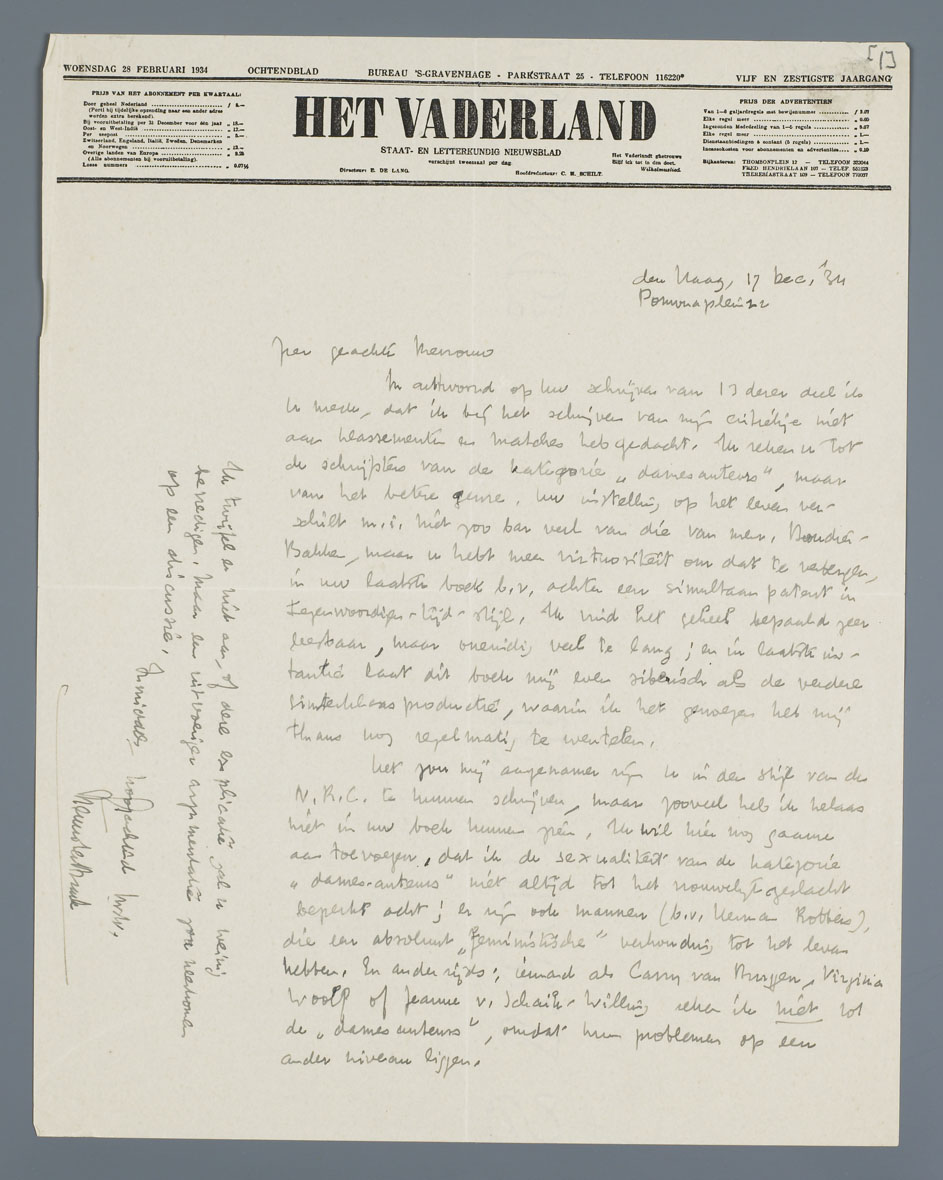
Brief van Menno ter Braak aan Marianne Philips (17 december 1934)

Uit Philips' werk blijkt vaak een grote belangstelling voor ethische en sociale vraagstukken. Zij debuteerde als romanschrijver in 1929 met "De wonderbare genezing", een boek over een alleenstaand kantoormeisje dat aan tuberculose lijdt en een dagboek bijhoudt. In 1950 werd haar novelle uit 1949 "De Zaak Beukenoot", een literaire aanval op de klassenjustitie in de Nederlandse rechtspraak, verkozen tot boekenweekgeschenk. 
Het hoofdthema in haar werk van psychologische romans en novellen is vaak de zoektocht naar volwassenheid en eigen identiteit van een jonge man of vrouw uit een niet-harmonieus gezin. Philips schreef vanuit realisme met daarbij fantasie en een humane benadering. 

## Naleven
Na haar dood werd tot en met 1975 jaarlijks een literaire prijs uitgereikt die haar naam draagt.
De Marianne Philips-prijs werd ingesteld door haar weduwnaar. Voor bekroning kwamen auteurs in aanmerking vanaf vijftig jaar die nog steeds creatief waren maar wier werk enigszins op de achtergrond was geraakt of dreigde te raken.
In Nederland zijn vier straten naar haar vernoemd:
In haar woonplaats Bussum waar zij ook gemeenteraadslid was, is de "Marianne Philipslaan" naar haar vernoemd, in Amsterdam waar zij geboren was en tijdens de oorlog was ondergedoken de "Marianne Philipsstraat", in Amstelveen de "Marianne Philipslaan" en in Haarlem het "Marianne Philipsplantsoen".